# 印度林業
印度林業（英語：Forestry in India）是該國重要的鄉村產業，也是重要的環境資源。印度位居全球森林資源最豐富的10個國家之一。這10國擁有的森林面積佔世界森林總面積的67%。印度的森林覆蓋率在1990-2000年期間，每年增長0.20%，而在2000-2010年期間的每年增長率為0.7%，這是該國經歷數十年嚴重森林退化後發生的情勢扭轉。
聯合國糧食及農業組織（FAO）估計印度截至2010年的森林覆蓋面積約為6,800萬公頃（680,000平方公里），佔國土面積的22%。根據該國2013年發佈的印度森林調查報告（利用衛星測量），全國在2012年的森林覆蓋率已增加到6,980萬公頃，表示森林覆蓋率在此期間增加5,871平方公里。但覆蓋率增加主要集中在印度北部、中部和南部的各邦，而在印度東北部的幾個邦在2010年至2012年期間的森林覆蓋率卻出現淨退縮。該國於2018年的總森林和樹木覆蓋率增至全國面積的24.39%（802,088平方公里）。到2019年，覆蓋率再進一步增至全國面積的24.56%（807,276平方公里）。
除非印度進行重大、迅速且持續的作為來建設發電廠，擴大電力生產，否則印度的農村和城市貧困人口將不得不繼續經由不可持續的森林破壞，及使用薪材來滿足對能源的需求。甚多印度人嚴重依賴燃燒薪材作為能源，導致大量煙霧排放，是造成該國長期空氣污染的主要原因之一。
印度林業除生產木材和燃料之外，還大量生產非木材林產品，如乳膠、樹膠、樹脂、精油、香料和芳香化學品、香棒、手工藝品、茅葺材料和藥用植物。大約60%的非木材林產品在生產地消費。印度林業總收入中約有50%由非木材林產品產生。

## 印度林業史

### 古代和中世紀

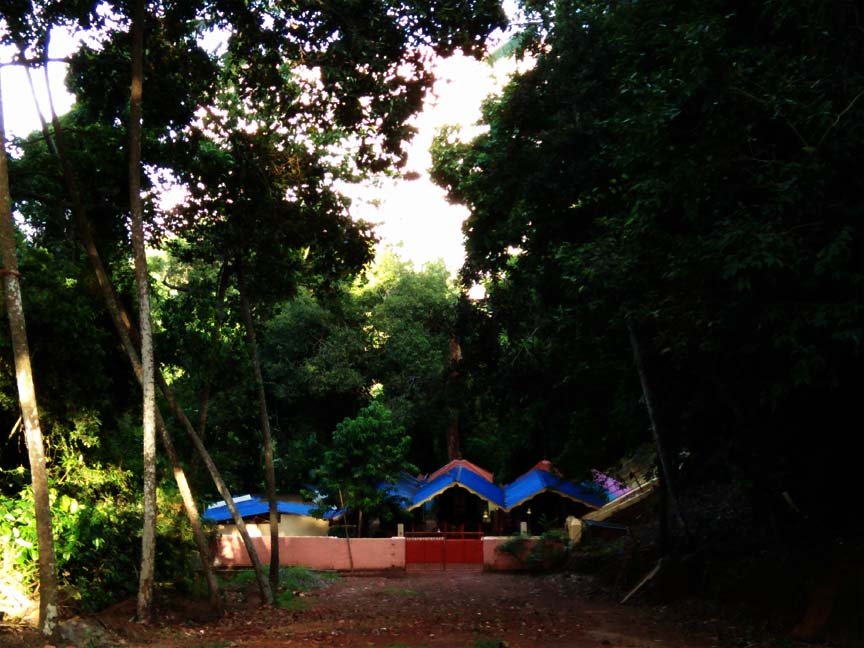
於喀拉拉邦首府提魯沃嫩塔布勒姆科技園中的一處小印度聖林。

森林 (梵語：vana/araṇya) 在早期印度文學中佔有重要地位，通常是與定居社會對立的所在。森林被描繪為皇家狩獵場所，以及隱士家園，而隱士的修行地則被描繪成與自然環境和諧共處的田園社會。
於公元5世紀之前撰寫的《夜叉耶迦經》中提出禁止砍伐樹木，並列有對此類行為處罰的規定。孔雀王朝時期出現的《政事論》（由古印度政治家、哲學家考底利耶撰寫）論述森林管理的必要性。還指出森林對一個昌盛王國的重要性。

### 英屬印度時期
在英屬印度時期，殖民政府於1840年頒佈一名為《王家土地（侵佔）法令》的法令，針對英國在亞洲殖民地的森林 - 將所有森林、荒地、未佔用和未耕種的土地均歸英國王室所有。印度帝國林業部（Imperial Forest Department）於1864年成立。殖民政府對印度森林的國家壟斷地位首先經由 《1865年印度森林法（Indian Forest Act of 1865）》確立殖民政府對森林的所有權主張。隨後殖民政府通過更全面的《1878年森林法（Forest Act of 1878）》，賦予他們對所有荒地的控制權，此定義將所有森林包括在內。該法案也賦予政府將林地指定為保留林和保護林的權力。對前者，所有地方權利均被撤除，而對後者，某些既有權利被視為英國政府授予當地人的特權，如有必要可將之剝奪。這些殖民地法律將森林置於中央主權控制之下。狄特里希·布蘭迪斯爵士於1864年至1883年期間擔任印度森林總監，他不僅被認為是印度科學林業之父，也被認為是"熱帶林業之父"。
FAO所發佈的一份報告聲稱，人們在印度殖民時期認為森林是一種國家資源，應該由政府掌控，就像煤礦和金礦一樣可供政府開發利用。森林地區成為政府收入來源。例如殖民政府大量砍伐柚木用於造船，砍伐娑羅樹和松樹用作為鐵路枕木等。人們會簽訂契約，取得採集一種（烏木柿）樹葉的權利（在某些地區被用於傳統醫學、宗教儀式等之用）而獲取豐厚的收入，因此常被取得契約者用作謀求政治權力的籌碼，這些合同也創造出森林地主（扎明達爾 - 政府認可的森林土地所有者）階級。政府毫無限制提供這類合同，讓承包商肆無忌憚砍伐樹木，導致鐵路沿線森林為之消失。英國殖民者為牟取暴利，強行驅逐與森林共生的當地人和原住民，並以工業規模濫伐森林，將其轉化為巨額財富，供英國王室享用。《1865年印度森林法》在1878年和1927年經歷兩次修訂，目的為宣佈印度的森林為政府財產，而淪為英國王室享用的資源。英國殖民者為發展與非洲和美洲相似的種植園經濟，不惜犧牲印度人民利益，以"科學林業"的名義大肆砍伐森林，將當地居民驅離家園。此外，印度的一些森林還供王室和殖民地官員專門用於狩獵和娛樂用途，與發生在非洲的情況一樣。

### 1947年至1990年時期
印度獨立後，先於1952年將先前屬於私人地主的森林予以國有化。並將大部分的森林木材工業和非木材林產品工業國有化。印度在數年間訂立許多相關規則和法規。頒佈《1980森林保育法》，規定在森林地區實施可持續的農林業需要中央政府許可。違反或缺乏許可將被視為公訴罪（刑事起訴）。這些國有化浪潮和法律制定的目的在限制森林砍伐，保護生物多樣性，並拯救野生動物。然而現實情況並未達成這些法規的意圖。實際上是印度一旦將林業國有化並進行嚴格管制後，既未進行可持續林業的投資，也沒進行知識轉移。結果是森林砍伐反而加劇，生物多樣性減少，野生動物數量銳減。印度的農村人口和貧困家庭無視中央政府法律，持續利用附近的森林資源來維持生計。
印度政府於1988年發佈《國家森林政策》，這項政策引領出一名為聯合森林管理的計劃。該計劃提議特定村莊與林業部門合作管理特定的森林區域。強調保護森林將成為人民的責任。迄1992年，印度有17個邦參與聯合森林管理，有約200萬公頃的森林因而受到保護。這項倡議被認為有積極的效果。然而在這些年來參與管理的增長率一直進展緩慢。

### 1990年後

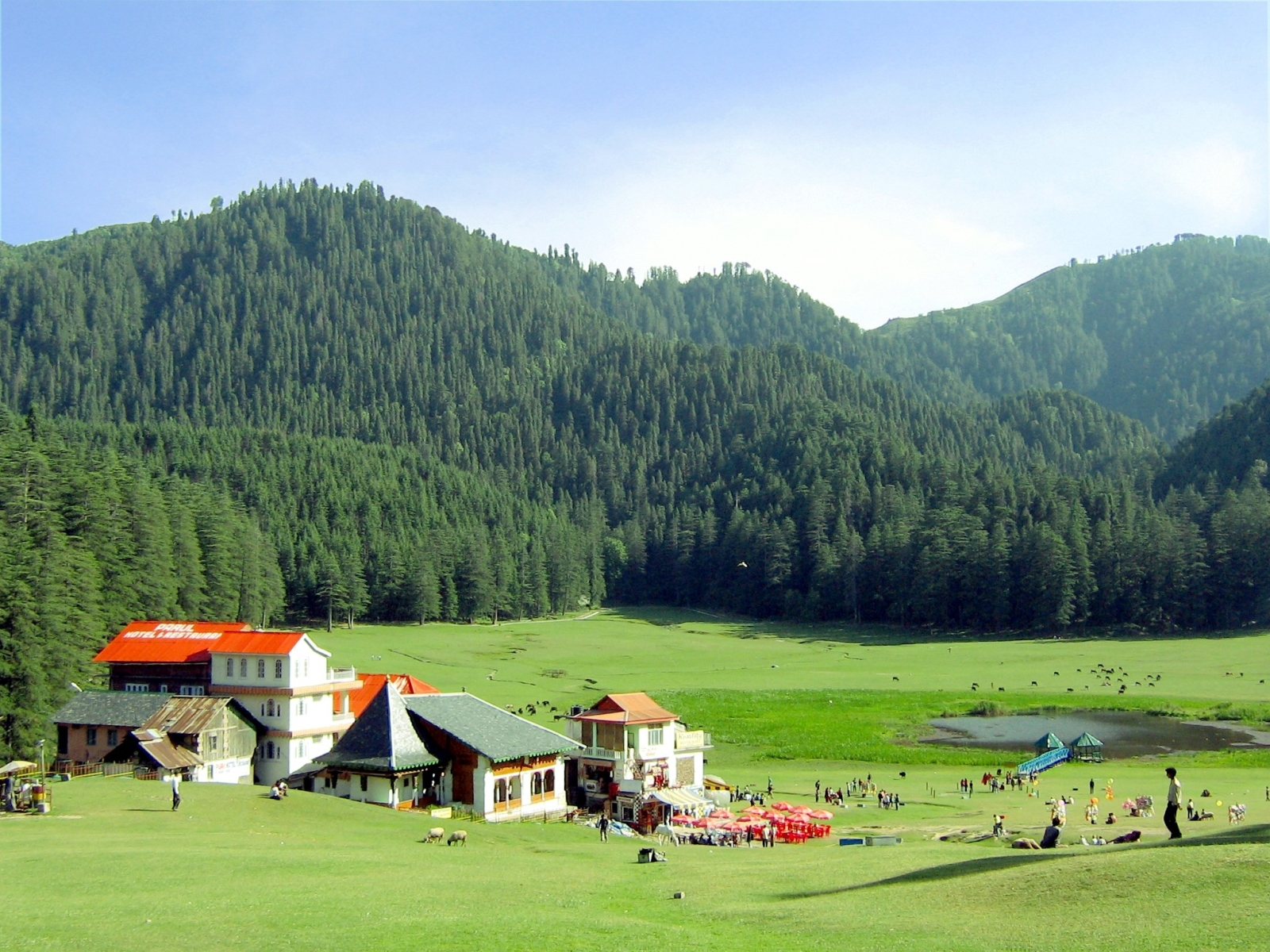
於喜馬偕爾邦的一處森林。

印度政府從1991年開始將該國森林砍伐的趨勢扭轉。根據聯合國專家發佈的報告，稱印度的森林和林地覆蓋率有所增加。FAO於2010年從事的一項研究，將印度列為世界上森林覆蓋面積最大的10個國家之一（其他9個國家分別為俄羅斯、巴西、加拿大、美國、中國、剛果民主共和國、澳大利亞、印尼和蘇丹）。
印度在1990年代初約有50萬平方公里（印度國土面積的17%）的國土由森林覆蓋。然而該國在1987財政年度的實際森林覆蓋面積為64萬平方公里。有人聲稱這些土地中有超過50%的是荒地或灌木叢，實際上有生產性的森林面積不到35萬平方公里，約佔國土面積的10%。
有兩項研究報告估計印度在1981年起的10年內，平均每年的森林砍伐率分別為0.6%（聯合國糧食及農業組織提出）及0.04%（印度國家遙測中心提出），兩數字之間有頗大差距。。

## 印度森林類型和評估
印度是一個幅員遼闊且地貌多樣化的國家。國土中有世界上降雨量最高的地區到極度乾燥的沙漠，海岸線到高山地區，河口三角洲到熱帶島嶼。森林植被的多樣性和分佈範圍廣闊：有600種硬木樹種（如娑羅樹）。印度是全球17個生物多樣性熱點中的一個。
印度的森林類型包含有熱帶常綠林、熱帶落葉林、沼澤林、紅樹林、亞熱帶林、山地林、灌叢林、亞高山林和高山林。這些森林中有多樣的生態系統，擁有豐富的動植物群。
| 森林類型                           | 面積 (平方公里) | 於印度總森林面積中佔比 |
| ---------------------------------- | --------------- | ---------------------- |
| 熱帶濕潤常綠林                     | 51,249          | 8.0                    |
| 熱帶半常綠林                       | 26,424          | 4.1                    |
| 熱帶濕潤落葉林                     | 2,36,794        | 37.0                   |
| 濱海及沼澤林                       | 4,046           | 0.6                    |
| 熱帶乾燥落葉林                     | 1,86,620        | 28.6                   |
| 熱帶荊棘林                         | 16,491          | 2.6                    |
| 熱帶乾燥常綠林                     | 1,404           | 0.2                    |
| 亞熱帶闊葉山丘林                   | 2,781           | 0.4                    |
| 亞熱帶松樹林                       | 42,377          | 6.6                    |
| 亞熱帶乾燥常綠林                   | 12,538          | 2.5                    |
| 山地濕潤溫帶林                     | 23,365          | 3.6                    |
| 喜馬拉雅山脈濕潤溫帶林             | 12,012          | 3.4                    |
| 喜馬拉雅山脈乾燥溫帶林             | 312             | 0.0                    |
| 亞高山林                           | 18,628          | 2.9                    |
| 合計 (森林 + 灌叢林)               | 7,54,252        | 98.26                  |
| 各類森林群組中的草地（無森林覆蓋） | 13,329          | 1.74                   |
| 總計                               | 7,67,581        | 100.00                 |

### 測量森林覆蓋面積方法

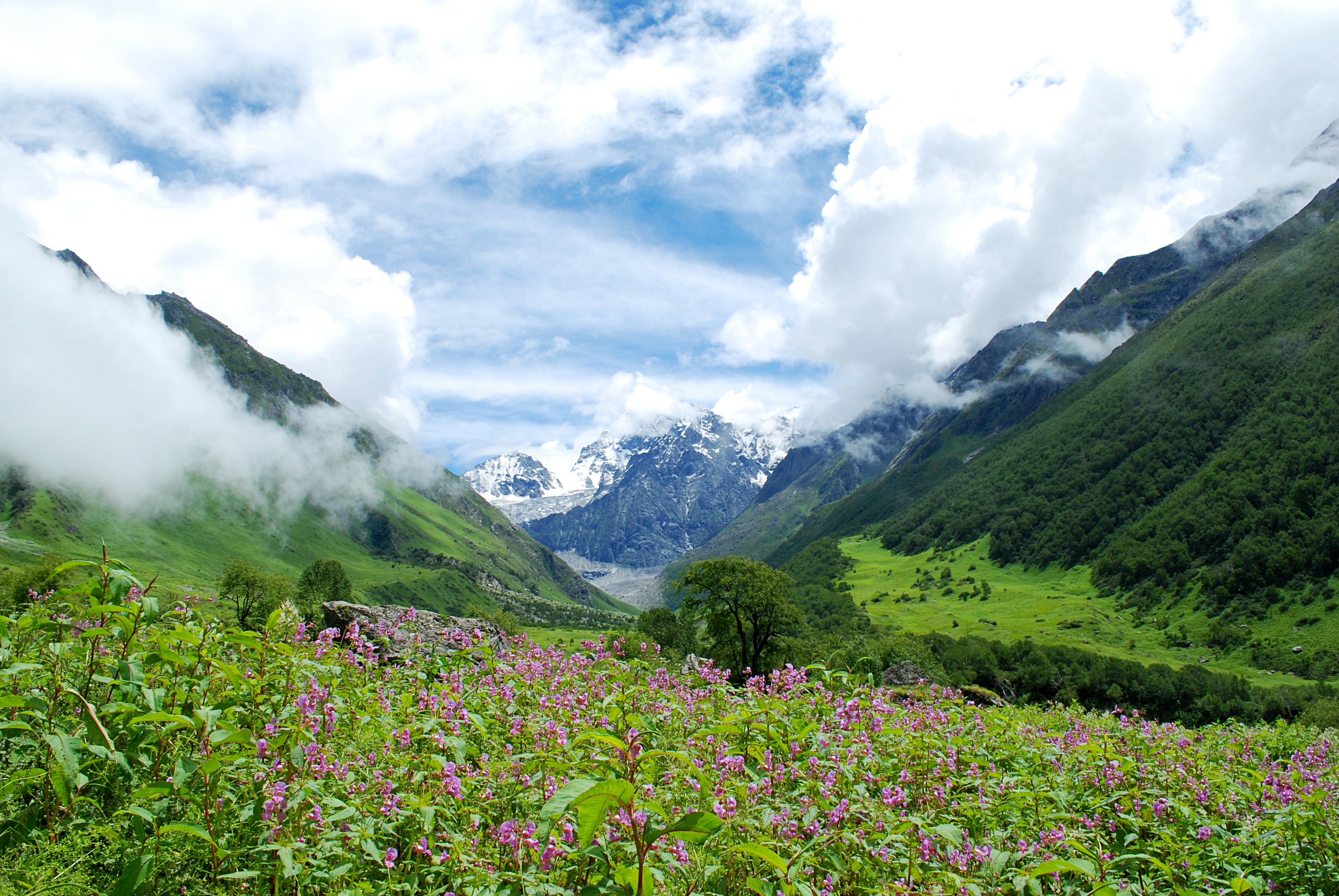
於北阿坎德邦花谷國家公園中的森林。

印度在1980年代之前採用一種官僚式的方法來估計森林覆蓋率 - 將《1927年印度森林法》中列載的土地視為森林，無論實際有無植被覆蓋。根據印度官方記錄，用此法記錄在案的森林總量為7,180萬公頃。因此印度在1987年之前所謂的森林覆蓋率均無實質意義，與現實有差距。
印度到1980年代開始部署太空衛星，用於遙感測量實際的森林覆蓋，並將森林分類標準引入，把印度森林覆蓋分為：
- 森林覆蓋率： 定義為面積超過一公頃，樹冠密度超過10%的土地。此類土地在政府資料中被登記為為森林，也可能不是。[24]這種測量後的結果稱為"記錄森林面積"。森林覆蓋率也將所有面積超過一公頃的樹木種植園或果園包括在內。
  - 極密林： 包含所有樹冠密度為70%及以上的土地。極密林在2021年覆蓋印度近3.04%的面積。
  - 中密林： 包含所有樹冠密度為40-70%的土地。中密林在2021年覆蓋印度近9.33%的面積。
  - 疏林： 包含所有樹冠密度為10-40%的土地。疏林在2021年覆蓋印度近9.34%的面積。
  - 灌叢覆蓋： 通常位於森林區域內和周圍土地上，其上有灌木叢或生長不佳的樹木（主要是小型或矮小的樹木），樹冠密度低於10%。灌叢覆蓋在2021年覆蓋該國近1.42%的面積。
  - 非森林土地： 定義為無任何森林覆蓋的土地。在2021年覆蓋印度近76.87%的面積。
- 樹木覆蓋： 除森林覆蓋之外，在記錄的森林區域之外的土地上具有樹木（呈塊狀和條狀），面積小於1公頃的面積。樹木覆蓋在2021年覆蓋印度近2.91%的面積，是"非森林土地"中的一種。
- 紅樹林覆蓋： 紅樹林是一種耐鹽的森林生態系統，主要分佈在熱帶和亞熱帶的沿海和/或潮間帶。紅樹林覆蓋率是利用遙感影像，透過數位技術分析，所計算出的紅樹林植被所佔面積，為森林覆蓋中的一種，也分為極密林、中密林和疏林三類。
- 林外樹木： 生長在記錄的森林區域之外的樹木。

印度於1987年首度利用衛星取得森林覆蓋率數據，並於2001年和美國合作，使用具有80公尺空間分辨率的陸地衛星計畫衛星，以取得準確的森林分佈數據。印度之後轉而使用具有23公尺分辨率的數字圖像和先進衛星以及圖像的數位軟體處理，以獲得更精細的森林數量和品質數據。印度現在每隔兩年會進行一次森林分佈數據評估。

## 各邦/聯邦屬地森林分佈

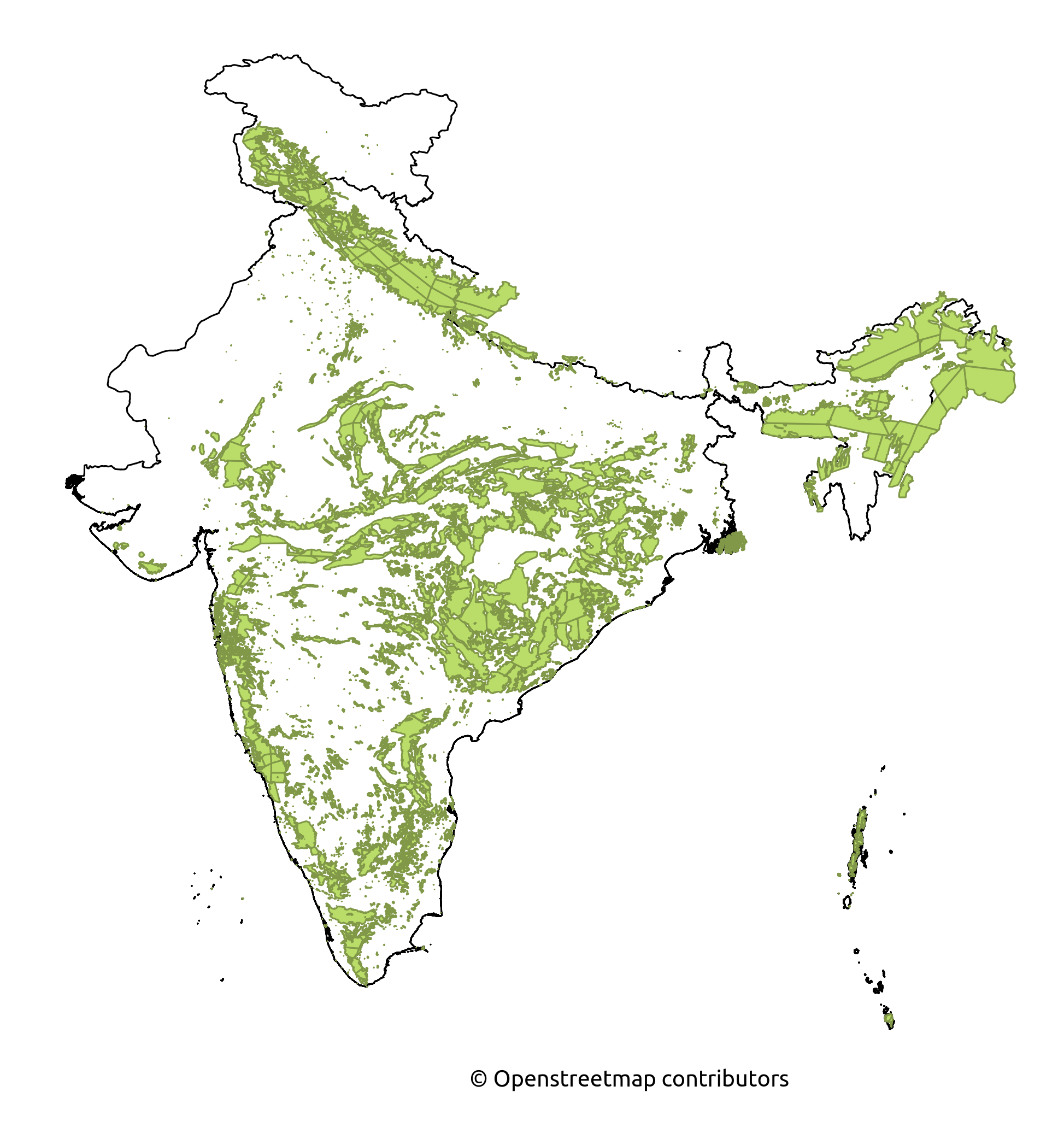
印度2015年森林覆蓋地圖。

根據於2019年進行的森林調查，中央邦在印度各邦中有最大的森林覆蓋面積，就森林覆蓋率而言，米佐拉姆邦排名第一 (85.41%) 。拉克沙群島上約有90.33%的土地被森林覆蓋。在卡納塔卡邦、安德拉邦、喀拉拉邦和查謨和喀什米爾（聯邦屬地）有顯著的森林覆蓋增長，而在曼尼普爾邦、阿魯納查邦和米佐拉姆邦則發生森林覆蓋率下降。
2015 年森林調查數據
印度政府發表的2015年森林普查數據中，覆蓋面積最大的5個邦為：
| 邦             | 面積 (平方公里) |
| -------------- | --------------- |
| 中央邦         | 77,462          |
| 阿魯納查邦     | 67,248          |
| 恰蒂斯加爾邦   | 55,586          |
| 馬哈拉什特拉邦 | 50,628          |
| 奧迪薩邦       | 50,354          |

2019年森林調查數據

2021年印度各邦/聯邦屬地森林覆蓋率地圖。

印度政府發表的2019年森林普查數據中，覆蓋面積最大的5個邦為：
| 邦             | 面積 (平方公里) |
| -------------- | --------------- |
| 中央邦         | 77,482          |
| 阿魯納查邦     | 66,688          |
| 恰蒂斯加爾邦   | 55,611          |
| 奧迪薩邦       | 51,619          |
| 馬哈拉什特拉邦 | 50,778          |

## 增加覆蓋率策略

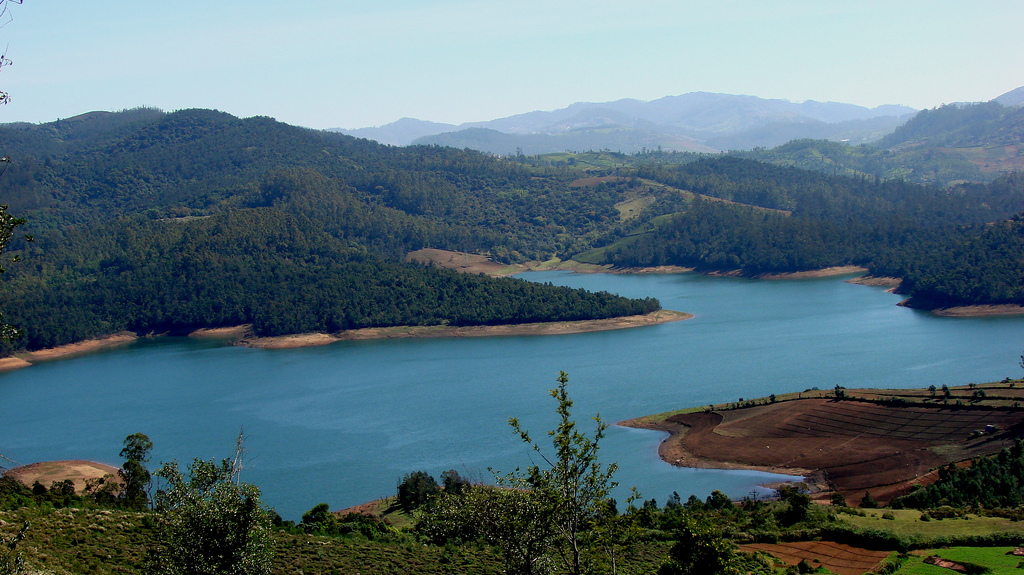
於西高止山脈一處湖泊周圍的森林。

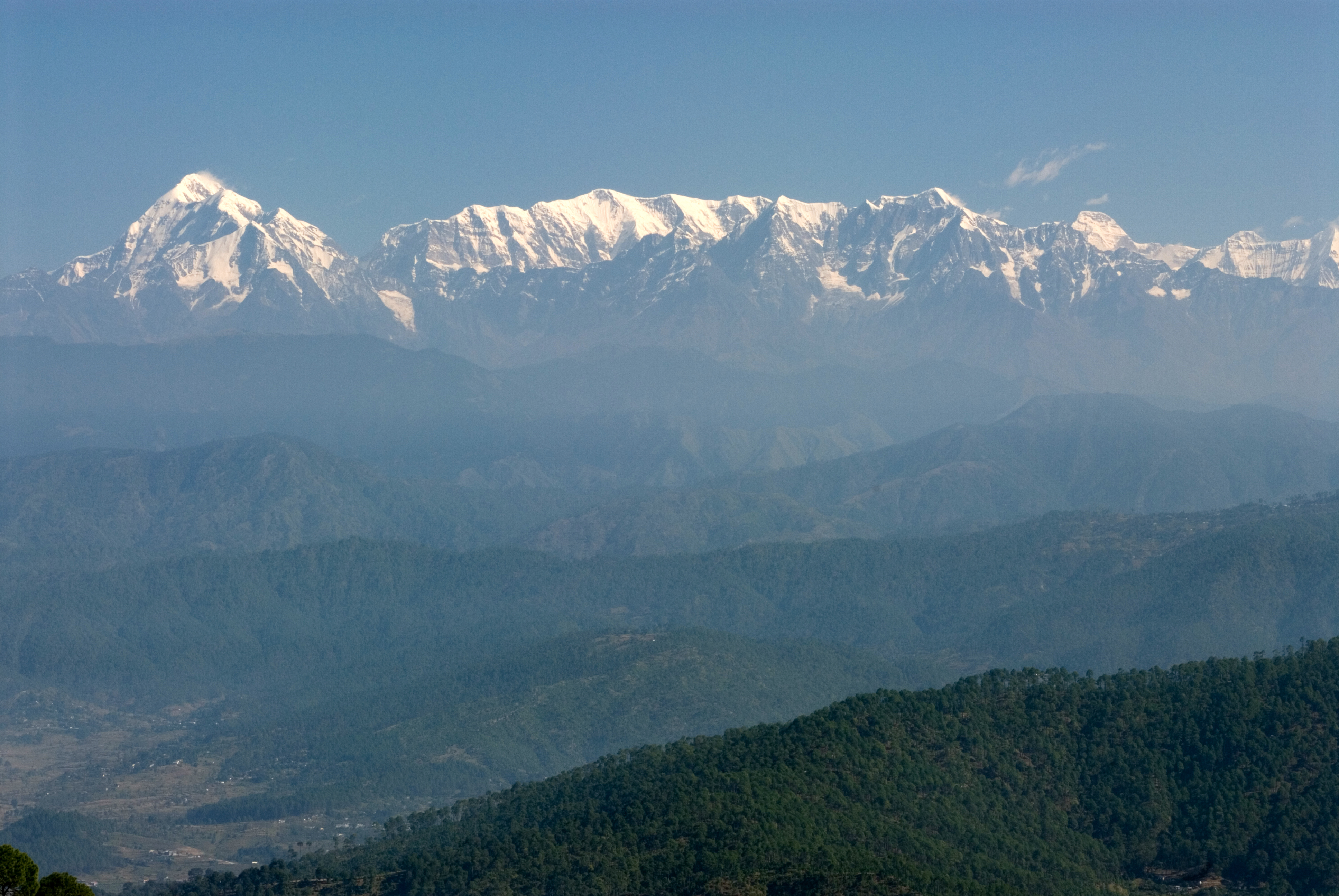
於北阿坎德邦，由森林覆蓋的山丘。

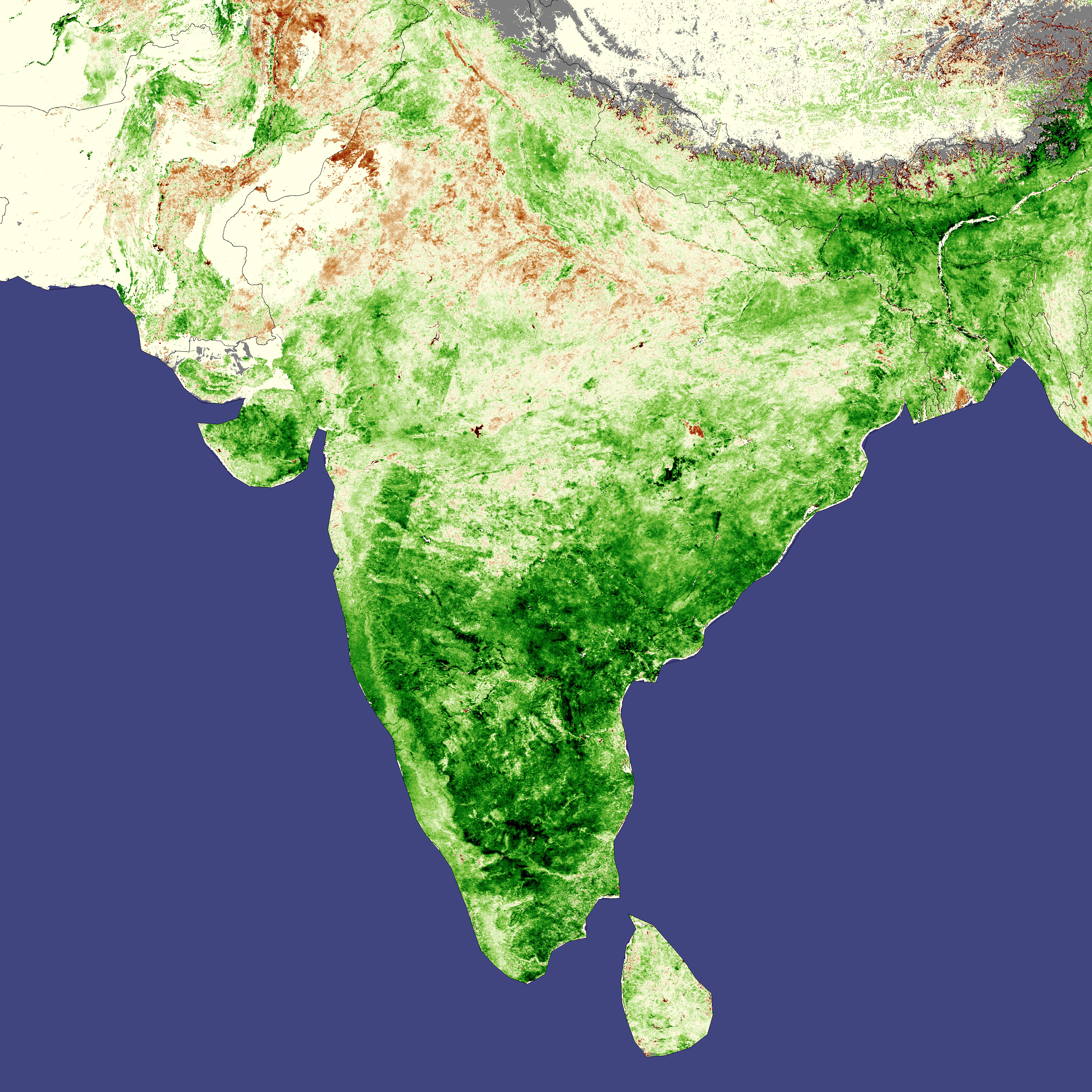
NASA衛星於2008年4月拍攝的印度半島地區影像，顯示森林覆蓋範圍以及即將收割的農作物。

印度在1970年代宣佈其長期林業發展戰略有三個主要目標：減少水土流失和洪水、滿足國內木材產品行業不斷增長的需求及滿足農村人口對薪材、飼料、小木材和雜項林產品的需求。印度國家農業委員會於1976年建議重組國家林業部門，並倡導社會林業的概念來達成前述目標。委員會本身致力於前兩個目標，重點在傳統林業和野生動物活動，委員會建議成立一種新型機構來發展社區森林，以實現第三個目標。許多其他邦遵循古吉拉特邦和北方邦的模式，也建立以社區為基礎的林業機構，強調混農林業、木材管理、林業推廣、林地復育以及森林的娛樂用途。
在1980年代，此類社會林業受到國家社區林業機構的鼓勵。它們強調諸如在裸露公共放牧地上種植樹木，讓村莊在薪材方面自給自足，及提供建造村屋以及提供修理農具所需的木材等項目。還鼓勵個別農民和部落社區種植樹木以謀利。例如在發展社會經濟重要性計劃方面更為積極的古吉拉特邦，其林業部門在1983年分發出2億株樹苗以供栽種。生長迅速的桉樹是印度全國種植的主要樹種，其次是松樹和楊樹。
印度於2002年成立印度國家森林委員會，負責審查和評估該國的政策和法律，前述政策和法律對印度森林的影響及對當地森林社區的影響，並提出建議，以實現印度的可持續森林和生態安全。報告中包含300多項建議，重點如下：
- 印度必須追求鄉村開發和牲畜畜養政策，讓社區取得價格合理的飼料和取得放牧地。為避免破壞當地森林覆蓋，飼料必須全年通過可靠的道路和其他基礎設施進入此類社區中。
- 《2006年森林權利法》可能會對森林保護和生態安全造成損害。
- 政府應與礦業公司密切合作。出租礦山取得的收入必須匯集到專項基金，用於保護和改善礦山所在地的森林品質。
- 宣佈生態敏感區的權力必須交由各個邦自行處理。
- 國有林業公司和政府壟斷企業的職責亟需調整。。
- 政府應將禁止砍伐樹木和在印度境內運輸木材的法規和法律予以改革。 應透過財務和法規變革以鼓勵永續的農林業和農場林業，特別是在私人土地上的。

預計印度的國家森林政策迄2020年將投資2,000,644,350,000印度盧比（267億美元），用於開展全國植樹造林和森林保護，目標是將印度的森林覆蓋率從20%提高到33%。

### 人口增長和經濟開發對森林的影響

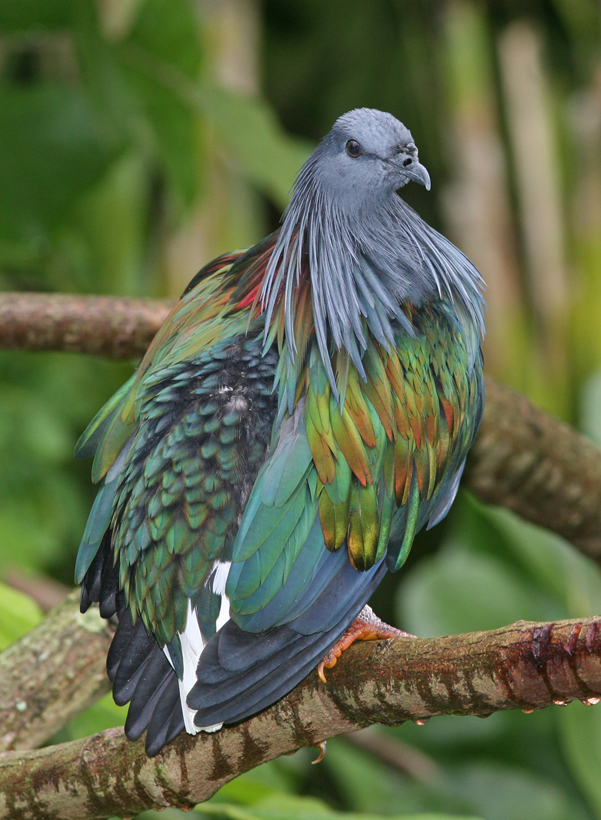
於安達曼-尼科巴群島森林中拍攝到的野生綠蓑鳩。

在印度，凡是有大量森林的地方，通常也會有高密度的人口，尤其是部落人口，以及一般農村人口。 這些農村居民的生計有賴於森林資源供給。
由於人口增長，對土地造成巨大壓力，導致森林面積迅速減少。 印度雖然僅佔世界地理面積的2.5%，而目前卻承載全球16%的人口和18%的牛群。 森林覆蓋率在品質和範圍上都在下降。 退化不僅表現在樹冠密度下降，還表現在水土流失、天然更新不足等方面。該國於1950年至1980年期間因農業發展、重工業和其他發展過程等非森林用途，而失去約430萬公頃的森林土地。 此外，還有嚴重的侵佔、放牧、森林火災、輪耕和非法砍伐等問題。 大多數動植物物種都面臨滅絕的危險，並帶來嚴重的經濟影響。 世界銀行於近期發佈的一份報告估計印度於1970年代至1980年代因森林砍伐和退化，每年喪失的面積高達100萬公頃。 森林資源的枯竭激起特別是農村貧困人口和公眾的熱情。 因而出現自發的民間運動。 保育和保護森林土地已成為國家發展的首要任務。

## 經濟學
印度的重要林產品有紙張、膠合板、檀木、木材、木樁、紙漿和火柴桿木料、薪材、娑羅樹種子、檞葉、樹膠和樹脂、藤條和藤木、竹子、草和飼料、藥材、香料和調味品、草藥、化妝品、單寧酸。
印度是重要的林產品進口國。由於當地人偏好未加工木材，原木佔印度進口木材和木材產品的67%。印度有充沛及廉價的勞動力和高效的鋸木廠，是導致當地人偏好進口未加工木材的主要原因。印度於2008-09財政年度進口11.4億美元的原木，金額在4年之內就增加約70%。
這些未加工木材市場主要由來自馬來西亞、緬甸、象牙海岸、中國和紐西蘭。
印度的半成品和組裝家具市場正在迅速擴大，其中來自中國和馬來西亞的佔60%，緊隨其後的是義大利、德國、新加坡、斯里蘭卡、美國、香港及台灣。
印度是世界第3大硬木原木進口國。
印度於2009年進口3.32億立方公尺的圓木，主要用於薪材，1,730萬立方公尺的鋸材和板材，760萬公噸的紙和紙板，以及約450萬公噸的木漿和纖維漿。

## 印度森林中的生物多樣性

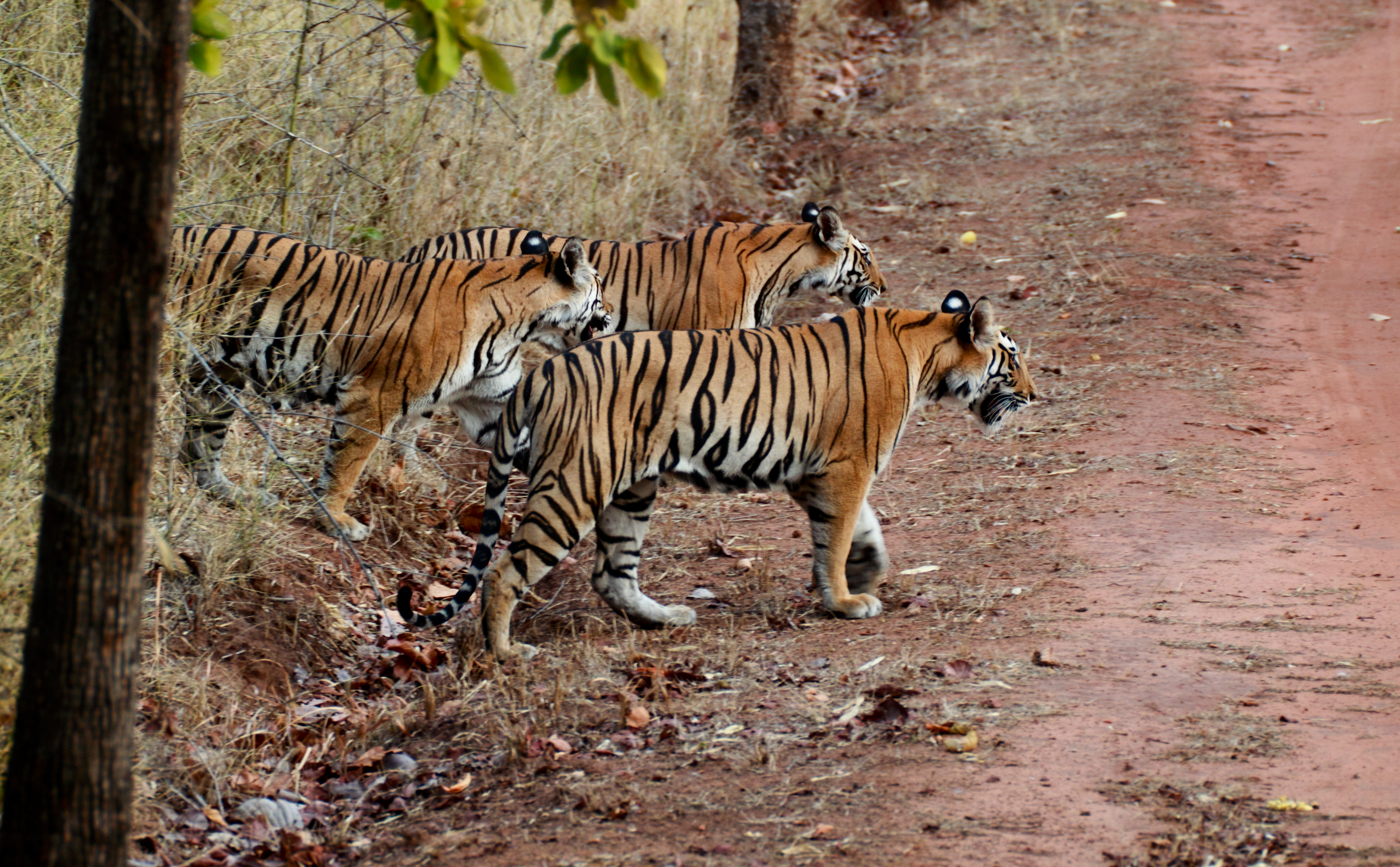
印度擁有全球絕大大多數的野生老虎，於2019年的數量約為3,000隻。

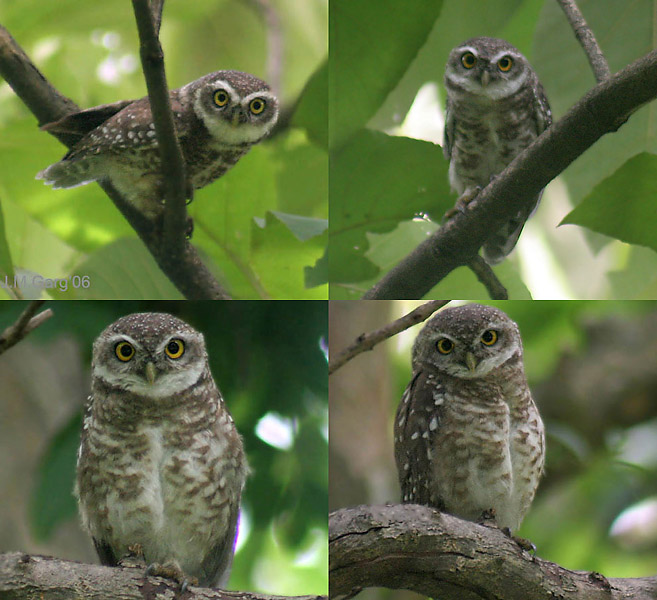
印度森林中有超過1,000種鳥類品種，橫斑腹小鴞是其中之一。

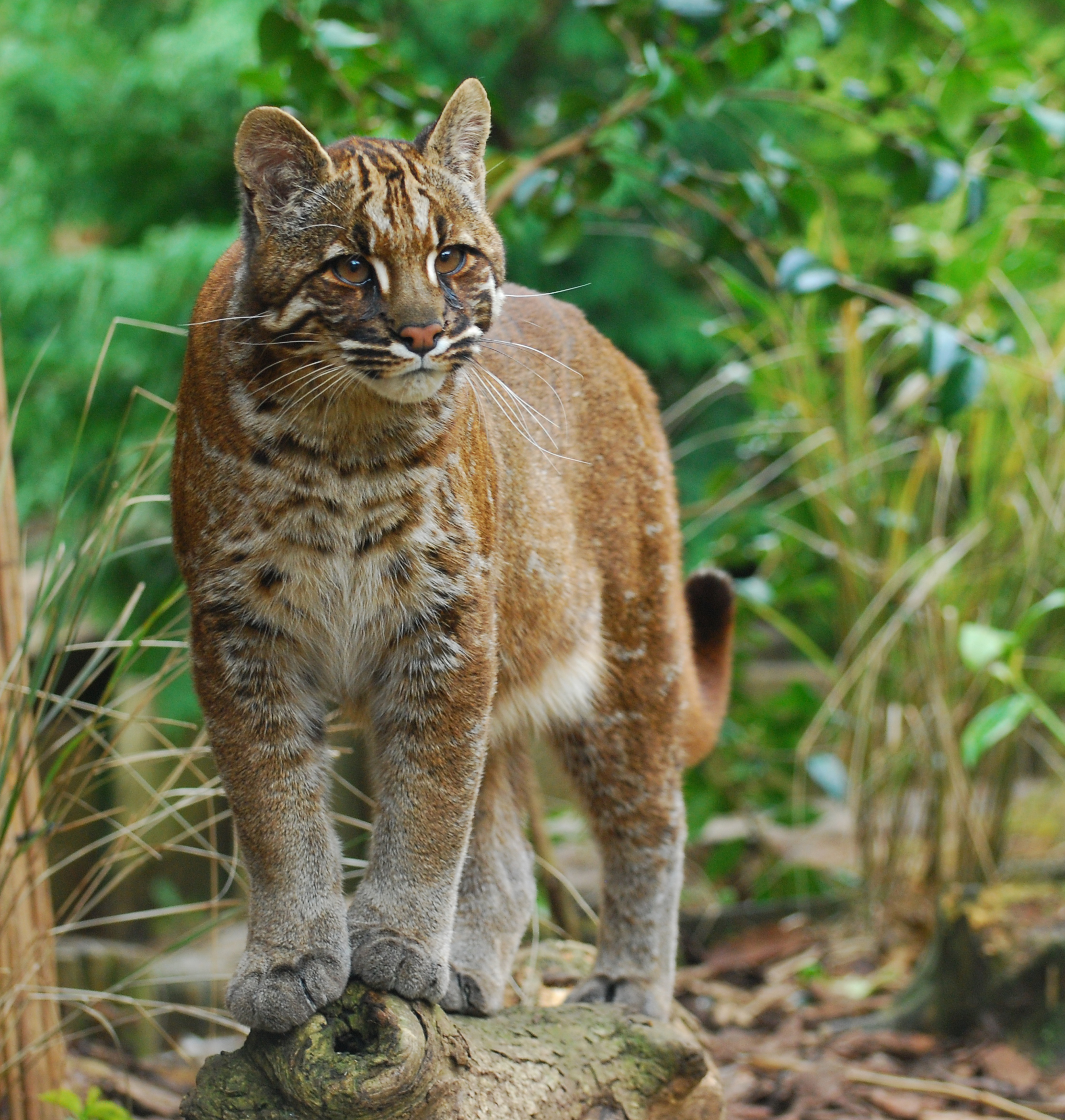
金貓是印度境內發現的15種貓科動物之一。

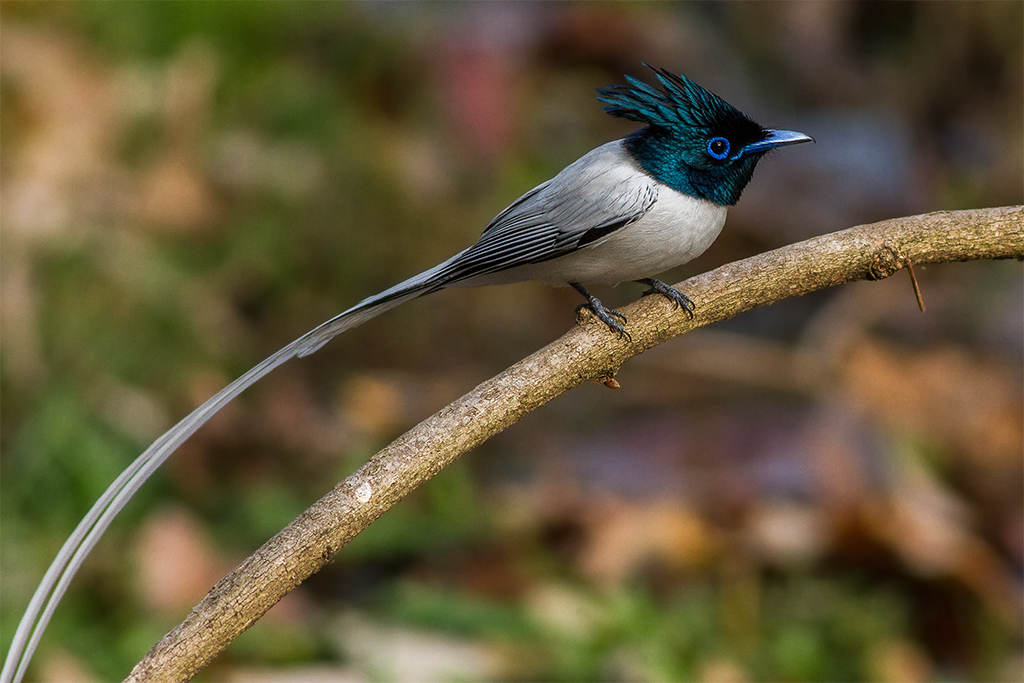
在喜馬偕爾邦及北阿坎德邦發現的印度壽帶。

印度森林不僅是樹木和經濟資源。它們還是一些獨特動植物的家園。
印度森林是世界上12個生物多樣性熱點地區之一。印度的西高止山脈和東喜馬拉雅山脈是地球上32個生物多樣性熱點地區之一。
印度擁有世界記錄植物物種的12%，約有47,000種開花和非開花植物。印度森林中孕育有超過59,000種昆蟲、2,500種魚類、17,000種被子植物。約90,000種動物物種，佔地球記錄動物物種的7%以上。這兒有超過4,000種哺乳動物。印度森林中的鳥類物種甚為豐富，擁有約12.5%的已知鳥類物種。其中許多動植物物種是印度所特有。
印度的森林和濕地為許多候鳥提供臨時棲息地。

### 珍奇鳥類交易
印度迄1991年一直是野生鳥類出口到國際鳥類市場的最大國家之一。大多數交易的鳥類是鸚鵡和文鳥。大多出口到歐洲和中東國家。
印度於1991年通過一項法律，禁止在國內交易和捕捉本土鳥類，並將原本的合法出口阻止，但非法販運仍在暗中進行。印度的非法鳥類貿易問題遠比從表象看到的更為嚴重。根據有媒體報導所做的分析，在短短10年內，就有超過25,000只鳥類因非法交易而被查獲。其中鸚鵡是最主要的品種。這些數據凸顯須加強對非法鳥類貿易執法的迫切性。
根據世界自然基金會印度分會 (WWF-India) 發佈的一份報告，印度人仍在捕捉和交易約300種鳥類，佔該國已知鳥類物種的25%。數以萬計的印度森林中鳥類遭到捕捉，以滿足人們對寵物鳥的需求。驅動鳥類捕捉和交易的另一個因素是印度有一群人，他們在某些宗教場合會購買捕捉到的鳥。並將其釋放（放生），他們將此行為視為一種美德。捕鳥者和交易者了解這些人的需求，並確保能穩定供應。
根據詳細的調查，這類捕鳥者主要是部落社區居民。由於他們生活貧困，且經常遷徙。他們藉此取得收入以支持家庭生活。
捕捉的鳥類在運輸過程中面臨著極高的死亡風險。研究顯示全球鳥類貿易中，死亡率居高不下。為彌補這些損失，必須不斷捕捉或繁殖新的鳥類，進一步加劇對野生鳥類的捕獵壓力。此外，狹小的運輸空間和不佳的衛生條件，也增加傳染病散佈的風險，對鳥類、人類乃至整個生態系統都構成嚴重威脅。
與WWF-India和非政府組織TRAFFIC-India有關聯的鳥類學家阿布拉爾·艾哈邁德 (Abrar Ahmed) 建議採取以下措施，可能有效阻止印度非法交易野生鳥類所造成的危害：
- 以建設性的方式參與部落社區。 印度不應將這個族群尋找、識別、吸引和捕捉鳥類的技能定性為犯罪行為，應提供就業機會，引導他們將原有的技能轉化為科學的野生動物保育工作。
- 允許某些鳥類物種的圈養和人道繁殖，以滿足寵物鳥的市場需求。
- 加強執法力度，以防止捕捉野生鳥類、停止交易並終止通過尚未禁止野生鳥類貿易的鄰國走私印度野生鳥類。
- 通過教育和持續媒體曝光，揭露野生鳥類貿易對生態和環境所造成的危害，以減少對野生鳥類作為寵物的需求。

## 保育

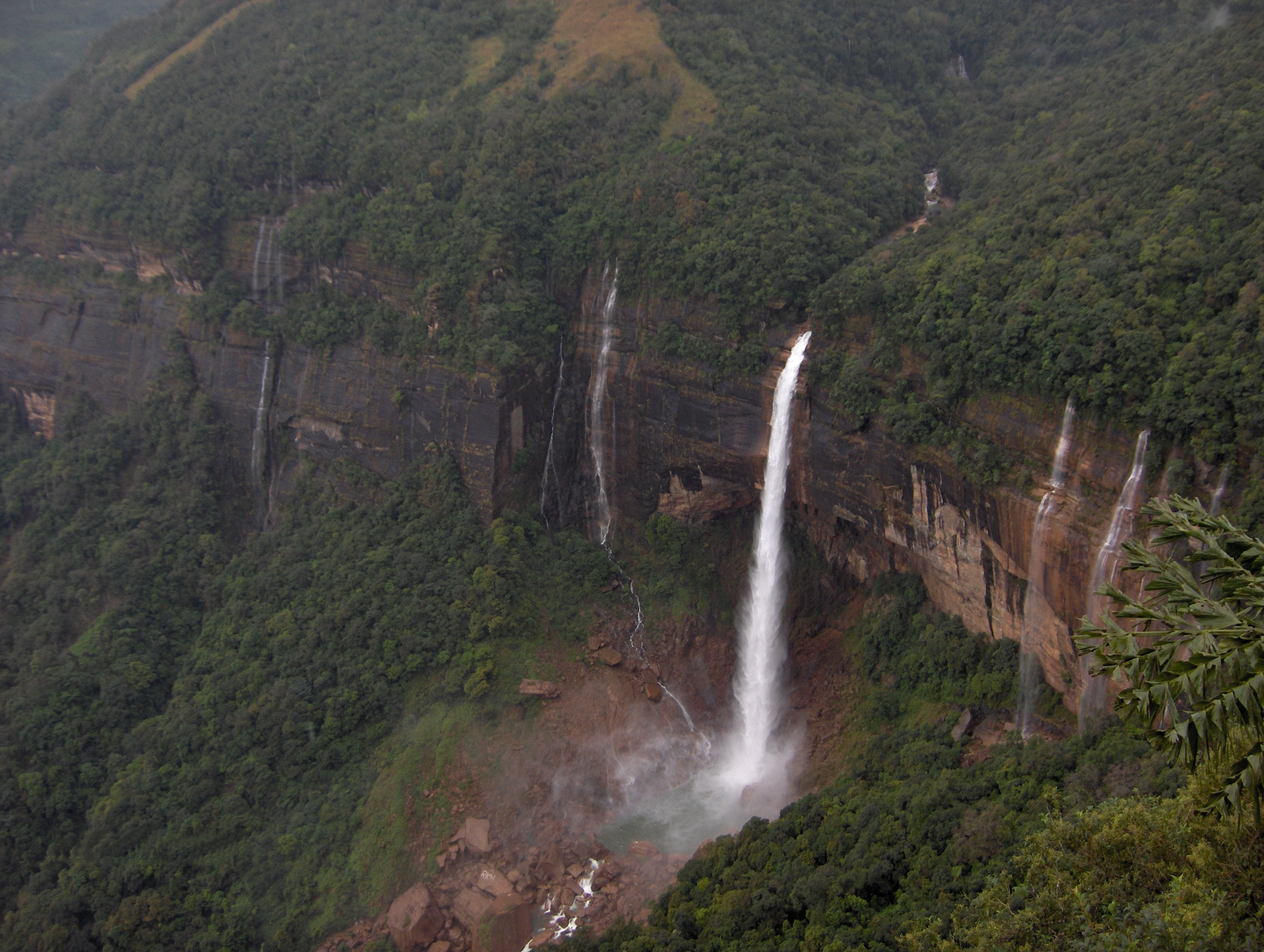
於梅加拉亞邦諾卡利凱瀑布周遭的森林。

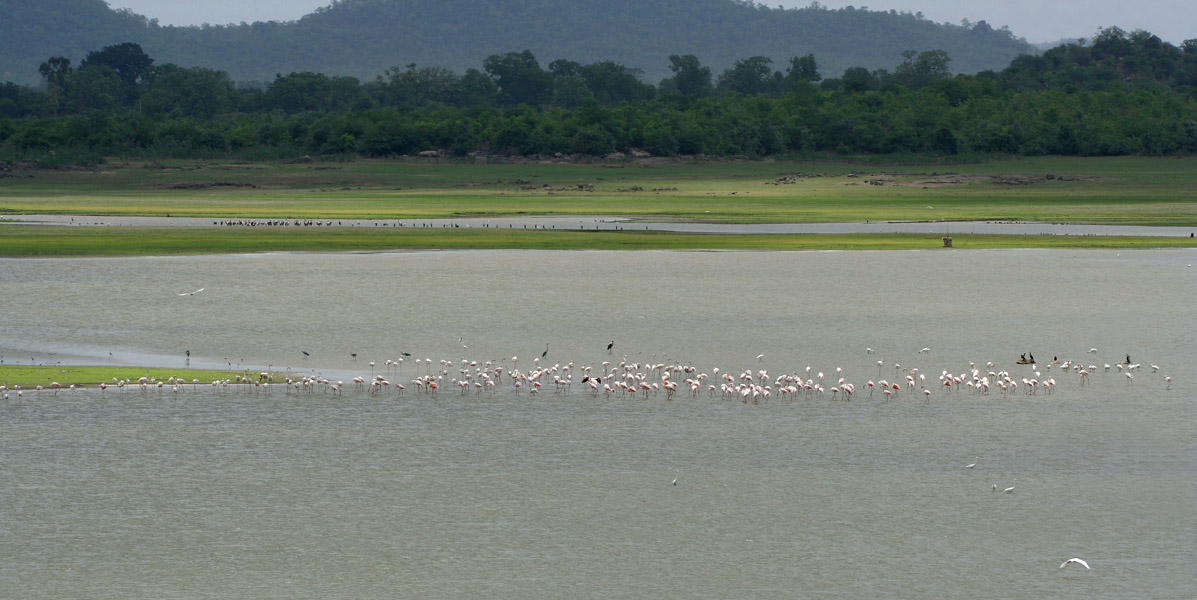
於安德拉邦森林中的大紅鸛。

印度發佈的《1988國家森林政策》進一步強調森林在國民經濟和生態中的作用，重點放在確保環境穩定、恢復生態平衡和保護剩餘森林。政策的其他目標是滿足農村和部落人民對薪材、飼料和小木材的需求，同時認識到當地人民積極參與森林資源管理的必要性。而印度也在1988年將《印度1980年森林保育法》進行修訂，以促進更嚴格的保育措施。新目標是將森林覆蓋率從當時官方估計的23%提高到33%。中央政府於1990年6月通過將森林科學與社會林業結合的決議，即將當地人民的社會文化傳統納入其中。印度在1951-91年期間在約179,000平方公里的地區進行植樹造林。雖然印度已開展大規模植樹造林計劃，但該國自獨立以來，林業實際上是在退化中。由於年砍伐量遠高於森林的生長速度（前者為後者的4倍），導致森林資源迅速枯竭。村民盜伐作薪材和飼料用途也是一個主要退化因素。此外《印度1988年國家森林政策》指出，由於森林土地被開發，用於農業和發展計劃，面積因而持續在縮小。
印度於1990年到2010年期間把森林砍伐的趨勢扭轉。FAO於2010年報告稱，印度是世界上森林覆蓋率增長第3快的國家。根據NASA於2019年所做的研究，印度與中國在過去20年裡共同引領，將全球綠化面積擴充。
印度總理納倫德拉·莫迪於2019年撥款4,743.6億盧比予該國各邦政府，用於植樹造林。
印度發佈的2009年國家森林政策文件強調將印度的森林保護工作與可持續森林管理相結合的必要性。印度將森林管理定義為不忽視當地社區的經濟需求，而是通過科學林業在滿足國家經濟需求和當地問題的同時，維持森林永續經營的管理方式。
印度有4.95%的國土面積（156,700平方公里）列為印度保護區，專用於物種及其自然棲息地的原地保護。

## 問題及威脅

### 抱樹運動
抱樹運動（Chipko Andolan）於1970年代在印度興起，起因於關於如何以及誰應有權享有採伐森林資源的爭議。雖然此運動在其發源地 - 北阿坎德邦 - 已實際上不存在，但它仍是開發中國家中最常受到引用的環境和人民運動的案例之一。該運動的發生動機存在一些爭議，一些新民粹主義者將此運動主要視為環境運動和拯救森林的嘗試，而另一些人則認為該運動與生態保護無關，而主要是當地社區對平等享有森林採伐權的需求所驅動。
根據一組作者的說法：自1970 年代初開始，由於人們意識到森林砍伐不僅威脅到生態，且會威脅到他們的生計，因此對保護森林的興趣和參與度越來越高。最著名的民間運動是抱樹運動，當地婦女在兩位印度環境學家昌迪·普拉萨德·巴特和桑德拉·巴胡古纳領導下決定與政府和既得利益者展開鬥爭以拯救樹木。居民宣佈他們將擁抱 - 字面意思是"堅持/固守"（印地語中的"chipkna"）- 樹木，以防止當地的白蠟樹受到砍伐。
根據那些批評生態意識和類似理論的人的說法，抱樹運動與保護森林無關，而是一種利用印度傳統非暴力方式的經濟鬥爭。這些批評者指出，雖然森林的品質及其利用仍是印度的重要問題，但抱樹動在其發源地，如今幾乎已不復存在，僅存其記憶。為解釋抱樹運動出現的原因，他們認為政府官員忽視當地社區的生計問題 - 這些社區依賴森林作為燃料、飼料、肥料和維持生計的資源。研究人員提出，經過當地採訪和事實調查，證實當地社區確實已提出申訴，要求對其周圍森林有進行商業開發的權利。但遭到拒絕。而政府青睞的非居民承包商被授予砍伐樹木和開發同一森林的許可。隨後爆發一場抗議活動，而演變成抱樹運動。印度政府因抱樹運動影響擴大，而實施一項為期15年，禁止砍伐該地區海拔1,000公尺以上的樹木。這項立法剝奪當地社區利用森林資源的權利，嚴重損害他們的利益，引發強烈反彈。這種反對導致該地區所謂的"Ped Katao Andolan"（砍樹運動），目的為砍伐樹木以違抗新立法。支持抱樹運動者認為政府不理解或不關心他們的經濟狀況。
抱樹運動至少表明印度的森林對於生活在這些森林中或在這些森林邊緣的社區而言是一種重要且不可或缺的資源。

## 輪墾農業

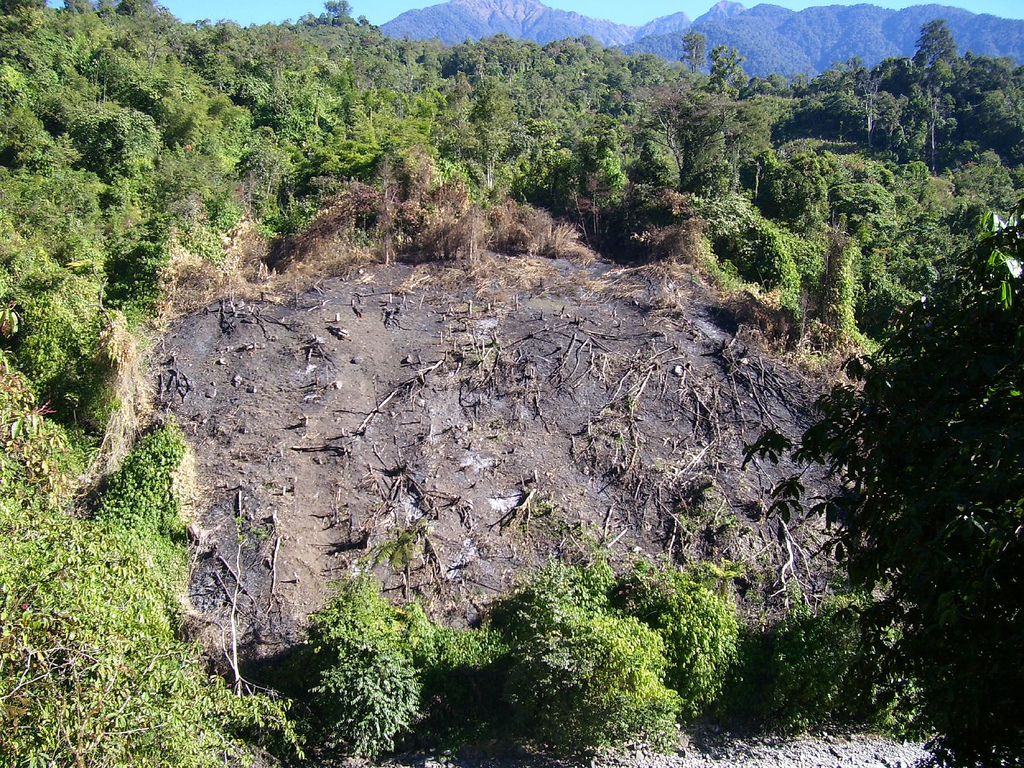
相片顯示在印度東北部刀耕火種農業（Jhum）的一個案例。

印度東北部各邦的森林所面臨的主要威脅之一是刀耕火種（輪墾農業）的農作方式。當地人自古以來就以輪墾方式來種植糧食作物（當地稱為"Jhum"），在阿魯納查邦、納加蘭邦、曼尼普爾邦、米佐拉姆邦、特里普拉邦、阿薩姆邦和梅加拉亞邦有約45萬戶家庭以此方式維生。大約有15,000平方公里的森林土地被用來刀耕火種，而在一年中只有其中6分之1的土地實際上種有作物。部落人民認為這是一種傳統和經濟生態系統。
然而這種耕作方式卻對茂密的森林、土壤、動植物群以及環境造成破壞，同時作物產量非常低。印度於2010年至2012年間進行衛星研究，證實東北部各邦森林覆蓋率確有淨損失（包括原始的茂密森林）。各邦政府官員正共同努力，對依賴輪墾農業的家庭進行教育、激勵和培訓，以從事園藝和其他高價值作物種植替代，並提供糧食供應支持。當地官員也鼓勵竹製紡織品和高附加值產品業的發展。阿魯納查邦等邦在2013年提出的報告中，說明當地的輪墾農業活動已減少。

### 木材黑幫和森林覆蓋率
一份1999年出版物中刊載報導，稱印度幾個地區的保護林區，如查謨和喀什米爾、喜馬偕爾邦、卡納塔卡邦和北阿坎德邦，容易受到木材黑幫的非法砍伐，這些黑幫集團會採收買或恐嚇林業官員、當地政客、企業和公民的手段來達到目的。
雖然有上述的地方性犯罪和腐敗問題，但衛星數據分析和FAO發佈的2010年報告，證實印度在1990年至2010年期間已增加400多萬公頃的森林覆蓋，增長幅度為7%。

## 森林權利
《2006年森林權利法》，全名《2006年表列部落及其他傳統森林居民森林權利承認法》是印度獨立後立法史上的一個里程碑。此項法案是該國邊緣和部落社區為主張其對傳統依賴的森林土地的權利而進行長期鬥爭的結果。
支持者認為此項法案為社區參與森林保護提供法律依據，讓社區的保護行動更加合法化，而能更為有力保護森林資源
印度有森林的立法有：
- 《1927年印度森林法（英语：Indian Forest Act, 1927）》
- 《印度1980年森林保育法（英语：Forest Conservation Act, 1980）》
- 《印度1986年環境保護法（英语：Environment Protection Act, 1986）》
- 《印度2002年生物多樣性法案（英语：Biological Diversity Act, 2002）》
- 《2006年表列部落及其他傳統森林居民森林權利承認法（英语：The Scheduled Tribes and Other Traditional Forest Dwellers (Recognition of Forest Rights) Act, 2006）》，也稱《2006年森林權利法》
- 《印度2016年補償造林基金法案（英语：Compensatory Afforestation Fund Act, 2016）》

## 相片集
- 孙德尔本斯国家公园老虎保育區內的孟加拉虎
- 在坎巴拉孔達野生動物保護區（英语：Kambalakonda Wildlife Sanctuary）（於安德拉邦維沙卡帕特南）中的印度孔雀
- 印度喜馬拉雅山脈森林中的綠喉蜂虎
- 於中央邦興拉賈格爾堡（英语：Hinglajgarh）的森林
- 於拉賈斯坦邦阿拉瓦利山脈的森林
- 乾燥後的長葉馬府油樹（英语：Madhuca longifolia）花，是一種可食用的森林產品，富含能量。
- 檞葉在印度的鄉村地區有廣泛用途，其中之一是製作一種傳統捲菸
- 於喀拉拉邦阿蒂拉帕利瀑布（英语：Athirappalli Waterfalls）附近的森林
- 於安德拉邦的耐旱森林
- 於西孟加拉邦的紅樹林森林
- 於拉克沙群島上的森林
- 於中央邦班維哈爾國家公園（英语：Van Vihar National Park）的保護森林區。
- 於阿魯納查邦的努拉南瀑布（英语：Nuranang Falls）。
- 於恰蒂斯加爾邦戈爾巴的森林。
- 於卡納塔卡邦西高止山脈庫德雷穆克國家公園（英语：Kudremukh National Park）中的森林。
- 於孟加拉灣中,受森林覆蓋的印度北森蒂納爾島衛星照片。

## 延伸閱讀
- Saravanan, Velayutham. Environmental History of Modern India: Land, Population, Technology and Development (Bloomsbury Publishing India, 2022) online review （页面存档备份，存于）[
- . U.S. Library of Congress (released in public domain).   [2007-10-06]. （原始内容存档于2006-09-27）.

## 外部連結
- 维基共享资源上的相關多媒體資源：印度林業